# Коллекционер оружия
«Коллекционер оружия» — второй студийный альбом российской рок-группы «Сплин». Выпущен 27 апреля 1996 года. Автором и исполнителем всех песен в альбоме является лидер группы Александр Васильев.
«Коллекционер оружия» записывался и распространялся из расчета на более широкую аудиторию, чем дебютный альбом группы «Пыльная быль». Поэтому в альбом вошёл материал, как из предыдущего альбома (немного переработанный), так и новый материал, записанный специально для альбома. На запись альбома ушло полгода.

## История альбома
После успешного дебюта — альбома «Пыльная быль» — группа переживала трудное время признания. В 1995 году в студии театра «Буфф» (где был записан первый альбом) родилась демоверсия второго альбома — «Коллекционера оружия». К концу года он разошёлся на аудиокассетах тиражом в 2000 экземпляров.
Музыканты взяли 20 кассет и поехали «покорять Москву», где раздали демоверсию альбома по разным звукозаписывающим компаниям. В результате этого самостоятельного продвижения группа заключила контракт с SNC Records на выпуск двух пластинок. Но для записи альбома нужен был барабанщик, и Николай Ростовский познакомил компанию с Николаем Лысовым. В 1996 году в студии SNC вышла окончательная версия альбома.

## Отзывы и критика
В 2011 году обозреватель журнала Fuzz Сергей Мудрик назвал «Коллекционера» лучшим альбомом за всё время существования группы.
Сам Васильев впоследствии отрицательно отозвался о песне «Чёрный цвет Солнца»: «Там есть удачные строки, но в целом она затянута, потому что то же самое можно было выразить в двух куплетах, а не в шестнадцати».

## Список композиций

### Демоверсия
Демоверсия альбома содержала восемь треков. Одним из них была композиция «Куда летит мой самолёт?», но в окончательную версию пластинки она не вошла. Помимо песни «Куда летит мой самолёт?» в оригинальном релизе композиция «Странная песня» поменяла своё название на «Самовар».
Слова и музыка всех песен — Александр Васильев.
| №  | Название                   | Длительность |
| -- | -------------------------- | ------------ |
| 1. | «Будь моей тенью»          | 5:22         |
| 2. | «Чёрный цвет Солнца»       | 7:49         |
| 3. | «Любовь идёт по проводам»  | 4:18         |
| 4. | «Странная песня (Самовар)» | 5:10         |
| 5. | «Куда летит мой самолёт?»  | 5:13         |
| 6. | «Что ты будешь делать?»    | 5:05         |
| 7. | «Рыба без трусов»          | 3:16         |
| 8. | «Иди через лес»            | 6:54         |

### Оригинальный релиз
| №   | Название                  | Длительность |
| --- | ------------------------- | ------------ |
| 1.  | «Будь моей тенью»         | 5:41         |
| 2.  | «Любовь идёт по проводам» | 4:24         |
| 3.  | «Чёрный цвет Солнца»      | 7:48         |
| 4.  | «Самовар»                 | 5:31         |
| 5.  | «Жертва талого льда»      | 5:46         |
| 6.  | «Что ты будешь делать?»   | 5:10         |
| 7.  | «Рыба без трусов»         | 3:10         |
| 8.  | «Сказка»                  | 5:36         |
| 9.  | «Нечего делать внутри»    | 3:26         |
| 10. | «Иди через лес»           | 6:32         |

## Участники записи
- Александр Васильев — вокал, текст
- Александр Морозов — бас-гитара
- Стас Березовский — гитара
- Николай Ростовский — клавиши
- Николай Лысов — ударные
- Николай Панов — саксофон в песне «Иди через лес»

## Видеоклипы
| Год  | Клип            | Режиссёр       |
| ---- | --------------- | -------------- |
| 1995 | Будь моей тенью | Михаил Зельдин |